# Heures (mythologie)
Pour les articles homonymes, voir Heures.
Dans la mythologie grecque, les Heures (en grec ancien Ὧραι / Hôrai, « saisons », en latin Horae) sont un groupe de déesses personnifiant les divisions du temps. Elles étaient célébrées lors de la fête de l'Horée marquant le changement des saisons. Indénombrables à l'origine, leur nombre grandit et passe à 3, 4, 9, 10 ou 12.
De même, leur rôle évolue selon les auteurs et les époques: elles symbolisent à l'origine le cours de la nature à travers les saisons, puis deviennent des déesses de l'ordre et de la justice naturelle; finalement, elles incarnent les divisions du jour, de l'aube à la nuit tombée.

## Origine et évolution
Le nom des Heures vient de l'indo-européen *yóh₁r̥ « année ». Plus précisément, comme pour Héra, Jean Haudry suggère une origine hypostatique à partir d'un adverbe indo-européen signifiant « dans le cours de l'année ».
La première attestation du nom des Heures est une formule de L'Iliade où elles sont désignées comme les gardiennes des portes du ciel.
Dès L'Odyssée, le terme est appliqué au jour, mais il l'est uniquement au sens de « c'est l'heure de... ». Pour Jean Rudhardt, la notion de ὥρα s'inscrit avant tout dans l'écoulement du temps. Elle désigne les conditions naturelles de toute naissance, de toute croissance qu'elle soit animale, végétale ou humaine. Les Heures président à l'activité harmonieuse du cosmos.
L'identification des Heures aux saisons est secondaire. c'est l'iconographie qui conduit à les compter. Les vases à figures noires en représentent deux. Elles sont trois sur le « vase François », et, dans l'art gréco-romain, le nombre se fixe à quatre, leurs attributs montrant qu'elles représentent les « quatre saisons ». Néanmoins, à l'origine, elles ne sont pas dénombrables : il existe soit un singulier au sens de « moment propice » (du jour ou de l'année) ou un pluriel à valeur collective « les Heures ».
Originellement, selon Jean Haudry, ce sont des divinités du printemps et de la belle saison. Dans L'Odyssée, le « retour des Heures » désigne le passage d'une année à l'autre et sert à compter les années, ainsi pour la captivité d'un devin (Od. 11, 295), la durée du séjour d'Ulysse en Phénicie (Od. 14, 294) ou comme Od. 10, 468 « mais au bout de l'année, quand revient le printemps (ὧραι / hôrai) ».

## Mythe

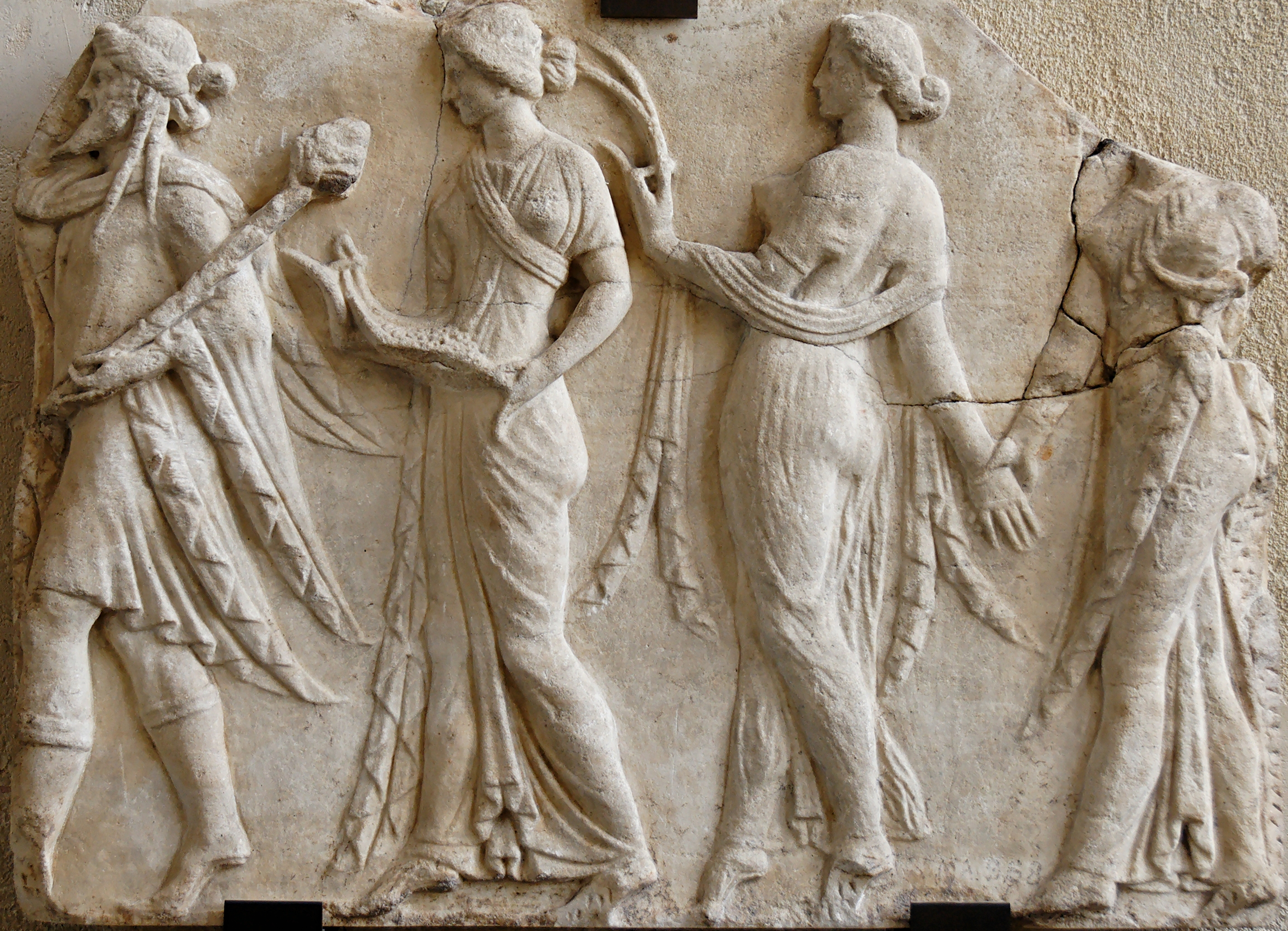
Dionysos barbu menant les Heures, œuvre romaine d'époque impériale (Ier siècle ap. J.-C.), copie d'une œuvre néo-attique.

Divinités mineures, les Heures n'ont pas de mythologie propre ; elles sont associées à celles des dieux principaux. Néanmoins, ces associations, en particulier avec Héra dont une épithète la décrit comme celle « qui libère les Heures », sont instructives. D'une manière générale, les Heures sont liées aux divinités de l'aurore. Elle accompagnent ainsi Eos et pleurent avec elle la mort de son fils Memnon,. Elles accueillent et parent Aphrodite, ancienne figure de l’Aurore, lorsqu’elle sort de l’écume de la mer.
Apollon est qualifié de « chef des Heures » et de « (celui) des Heures », la « Suite Pythique » de l’hymne à Apollon qui narre son arrivée sur l'Olympe, mentionne ensuite « les Muses et les Grâces, les Heures, Harmonie, Jeunesse et Aphrodite » qui dansent. Ces divinités liées au printemps manifestent ainsi la joie du retour de la belle saison. Un hymne orphique (42.7) associe les Heures à Perséphone, l’enlèvement et le retour de la déesse figurant également le cycle annuel.
La mythologie grecque ne reconnut donc d'abord que trois Heures ou trois Saisons : le Printemps, l’Été et l'Hiver. Ensuite, quand on y ajouta l'Automne et le solstice d'hiver, c'est-à-dire sa partie la plus froide, la mythologie créa deux nouvelles Heures, Carpo (ou Xarpo) et Thalatte (ou Thallo), qu'elle établit pour veiller aux fruits et aux fleurs. Enfin, quand les Grecs partagèrent le jour en douze parties égales, les poètes multiplièrent le nombre des Heures jusqu'à douze, employées au service de Zeus, et les nommèrent les douze sœurs.
Lorsqu'on fixa quatre Saisons, l'art introduisit à son tour quatre Heures (Eiar, Théros, Cheimon et Phthinoporon) mais les représenta dans des âges différents, avec de longues robes et sans couronne de palmier. L'Heure du printemps fut représentée sous la figure d'une adolescente aux traits naïfs, à la taille svelte et mince, aux formes à peine accusées. Ses trois sœurs augmentent en âge par gradation.
Les modernes représentent les Heures avec des ailes de papillon ; Thémis ordinairement les accompagne, et elles soutiennent des cadrans, des horloges, ou d'autres symboles de leurs attributions dans la fuite rapide du temps.

## Culte

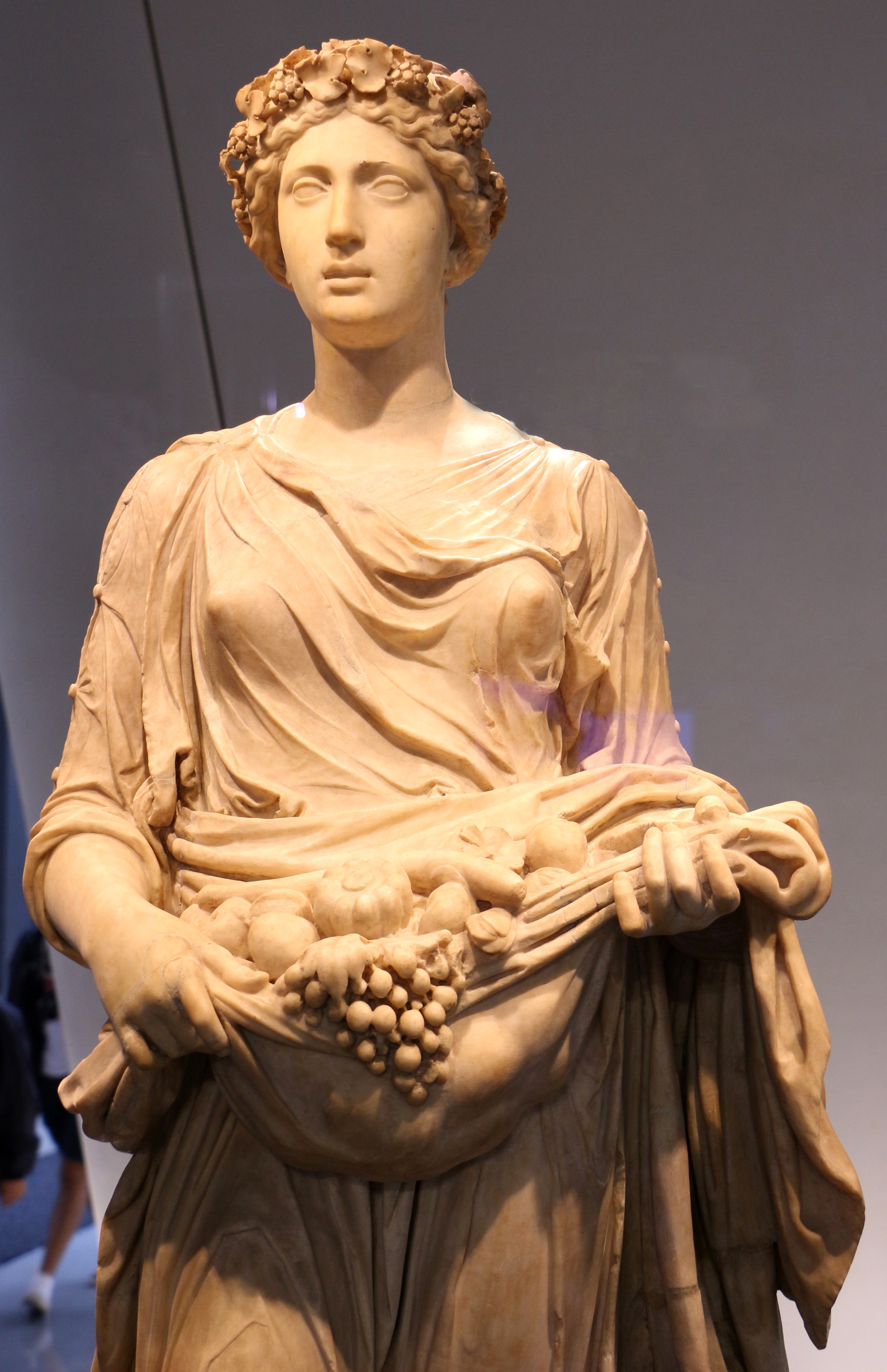
Statue romaine de Carpo (Florence, Galerie des Offices).

Divinités de la belle saison, les Heures ont naturellement pris part aux activités agricoles, d'où leur identification secondaire aux trois génies de la végétation, Auxo, génie de la croissance, Thallo, génie de la floraison, Carpo, génie de la récolte des fruits, d'où leur pouvoir sur les eaux célestes et le rituel correspondant, les Horaia. Dans ce sacrifice, les Athéniens leur offrent de la viande bouillie et non pas rôtie, afin d'obtenir pluie et chaleur au bon moment. Le rôle des Heures était de veiller à ce que les fruits poussent et mûrissent sans être desséchés par le soleil.
Les Athéniens leur offraient les prémices des fruits de chaque saison[réf. nécessaire]. Ce culte gracieux ne fut pas transporté à Rome, où cependant Hersilie, la femme de Romulus, fut considérée comme la divinité présidant aux Saisons. On l'appelait Hora.

## Fonctions et attributs
Directement liée à leur nature de génies de la belle saison, les Heures ont une fonction d'héroïsation. Elles reçoivent ainsi d'Hermès l'enfant Aristée et le nourrissent d'ambroisie. Elles accueillent Dionysos quand il sort de la cuisse de Zeus.
Elles assistent à la plupart des mariages célèbres de la mythologie. En effet, plusieurs d'entre eux ont un lien étroit avec l'année, comme celui de Thétis et de Pélée, de Dionysos et d'Ariane ou de Zeus et d'Europe. Elles président à la gestation et à la naissance.
Elles accompagnent souvent les dieux et les héros et ce furent ces divinités qui se chargèrent de l'éducation d'Héra, d'Aphrodite, d'Hermès ; elles avaient aussi la mission de descendre aux Enfers pour prendre Adonis et le ramener à Aphrodite[réf. nécessaire].
Une autre fonction ancienne est le lien des Heures avec l'ordre et la vérité. Elle se manifeste chez Hésiode qui les nomme Eunomie, Dicé et Eiréné, c'est-à-dire « Bonne Législation », « Justice » et « Paix » et en fait les filles de Zeus et de Thémis « Droit ». Elle reflète la conception d’un ordre cosmique dont dépendent à la fois les choses de la nature et les affaires humaines. Pindare qualifie les Heures de « véridiques ». D'où une double fonction, la prophétie qu'elles tiennent de leur mère Thémis et l'inspiration, car la poésie, telle que la conçoit le poète lyrique, est vérité. Le retour régulier des saisons est à la base de ces conceptions, largement représentées dans la tradition indo-européenne et dans le monde indo-iranien.
Souvent les Heures sont accompagnées des Charites et des nymphes : les poètes et les artistes les représentent communément comme de gracieuses jeunes filles dansantes, avec un vêtement qui ne descend que jusqu'aux genoux ou bien vêtues d'habits longs, tenant des raisins, des épis, des rameaux fleuris à la main.. Sur les monuments, elles paraissent toutes du même âge : leur tête est couronnée de feuilles de palmier qui se redressent.

## Noms et nombre
Le nombre d'Heures varie selon les différentes sources, mais est le plus souvent de trois : soit le trio de Thallo, Auxo et Carpo (déesses de l'ordre de la nature), soit celui Eunomie (déesse du bon ordre et de la conduite légale) et ses sœurs Dicé (déesse de la justice) et Eiréné (déesse de la paix).

### Les premières Heures d'Argive
À Argos, deux Heures étaient reconnues au lieu de trois, vraisemblablement celles hiver et en été : Auxesia (peut-être un autre nom pour Auxo) et Damia (peut-être un autre nom pour Carpo).
Dans les interprétations euhéméristes tardives, elles étaient considérées comme des jeunes filles crétoises vénérées comme des déesses après avoir été injustement lapidées.

### Les triades d'Heures classiques
La première mention écrite des Heures se trouve dans l'Iliade où elles apparaissent comme les gardiennes des portes de nuages de Zeus. « On ne trouve pratiquement aucune trace de cette fonction dans la tradition ultérieure », a fait remarquer Karl Galinsky. Elles sont présentées comme les filles de Zeus et de Thémis, demi-sœurs des Moires,.
Les Heures sont mentionnés sous deux aspects par Hésiode et dans les Hymnes homériques :
- dans une variante soulignant leur aspect fécond, Thallo, Auxo et Carpo – les déesses des trois saisons que les Grecs reconnaissaient : le printemps, l'été et l'automne – étaient vénérées principalement par les agriculteurs ruraux de toute la Grèce ;
- dans l'autre variante, soulignant l'aspect « bon ordre » de l'Heures, Hésiode dit que Zeus épousa « la brillante Thémis » qui enfanta Dicé, Eunomie et Eiréné, qui étaient des déesses de la loi et de l'ordre qui maintenaient la stabilité de la société ; elles étaient vénérées principalement dans les villes d'Athènes, d'Argos et d'Olympie.

#### La première triade

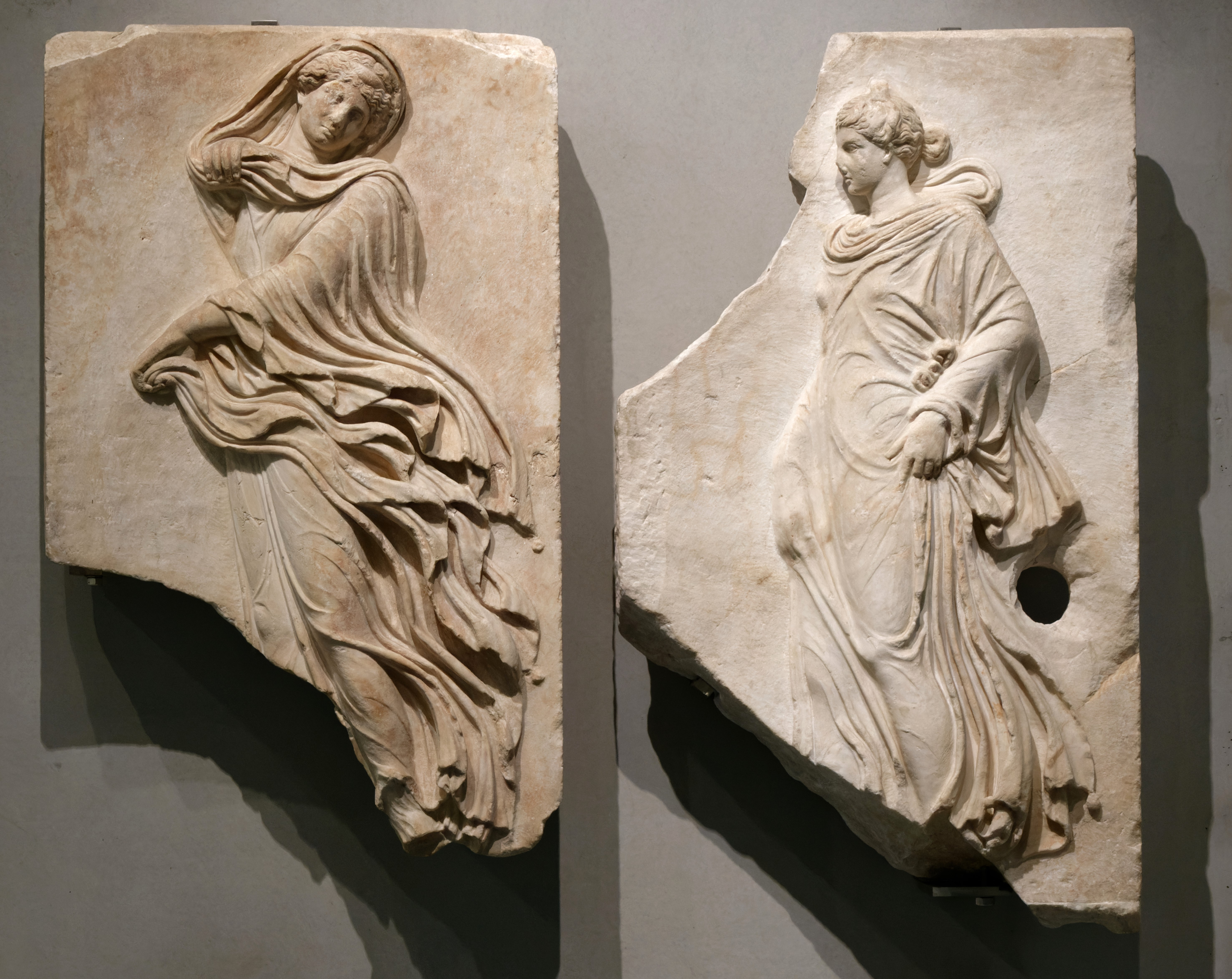
Reliefs en marbre de deux Heures, Musée de l'Acropole d'Athènes.

Parmi la première triade, plus familière, associée à Aphrodite et Zeus, on trouve leurs origines en tant qu'emblèmes des périodes de la vie, de la croissance (et des trois saisons classiques de l'année) :
- Thallo (Θαλλώ, littéralement « Celle qui apporte les fleurs » ; ou Flore pour les Romains) ou Thalatte était la déesse du printemps, des bourgeons et des fleurs, protectrice de la jeunesse.
- Auxo (Αὐξώ. "Augmentatrice" comme dans la croissance des plantes) ou Auxesia était vénéré (aux côtés de Hegemone) à Athènes comme l'une de leurs deux Charites, Auxo était la Charis du printemps et Hegemone était la Charis de l'automne. L'une des Horae, déesse et personnification de la saison de l'été ; elle est la protectrice de la végétation et des plantes, ainsi que de la croissance et de la fertilité.
- Carpo (Καρπώ), Carpho ou Xarpo (à ne pas confondre avec Karpos) était celle qui apportait la nourriture (bien que Robert Graves dans Les mythes grecs (1955) traduise ce nom par « flétrissement ») et était responsable de l'automne, de la maturation, et la récolte, ainsi que garder le chemin vers le mont Olympe et laisser reculer les nuages entourant la montagne si l'un des dieux partait. Elle était la servante de Perséphone, d'Aphrodite et d'Héra, et était également associée à Dionysos, Apollon et Pan.

À Athènes, deux Heures (Thallo, l'Heure du printemps, et Carpo, l'Heure de l'automne) apparaissent également dans les rites de l'Attique notés par Pausanias au IIe siècle apr. J.-C.,. Thallo, Auxo et Carpo sont souvent accompagnés de Chioné, fille de Borée (le dieu/personnification du Vent du Nord) et d'Orithyia/Oreithyia (à l'origine une princesse mortelle, qui fut plus tard déifiée comme une déesse des vents froids des montagnes), et la déesse/personnification de la neige et de l’hiver. En compagnie de Chioné, les trois sœurs Thallo, Auxo et Carpo faisaient partie de l'entourage de la déesse du changement des saisons, Perséphone.

#### La deuxième triade

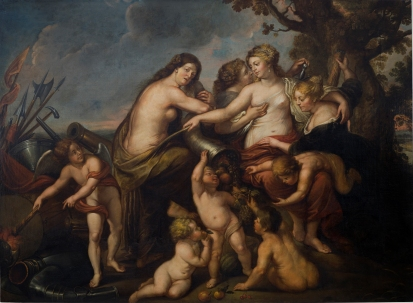
Jacob Jordaens, Allégorie de la paix et le bonheur de l'état. Nous pouvons observer Eunomie, Dice et Irène.

Composant la deuxième triade associée à Thémis et Zeus, symbolisant la loi et le bon ordre du monde, se trouvent les déesses :
- Dicé (Δίκη, « Justice » ; Iustitia pour les Romains) était la déesse de la justice morale : elle régnait sur la justice humaine, comme sa mère Thémis régnait sur la justice divine. L'anthropomorphisation de Dicé en tant que femme toujours jeune habitant dans les cités des hommes était si ancienne et si forte qu'au IIIe siècle avant notre ère, Aratos dans Les Phénomènes 96 affirmait qu'elle était née mortelle et que, bien que Zeus l'ait placée sur terre pour garder l'humanité juste, il a vite compris que c'était impossible et l'a placée à côté de lui sur l'Olympe, comme la constellation astronomique/astrologique grecque La Jeune Fille.
- Eunomie (Εὐνομία, « Ordre », gouvernance selon les bonnes lois) était la déesse du droit et de la législation. La même déesse ou une déesse différente peut avoir été une fille d'Hermès et d'Aphrodite.
- Eiréné ou Irène (Εἰρήνη. « Paix » ; Pax pour les romains) était la personnification de la paix et de la richesse et était représentée dans l'art comme une belle jeune femme portant une corne d'abondance, un sceptre et une torche ou un rhyton.

#### La troisième triade
La dernière triade d'Heures a été identifiée par Hygin :
- Phéruse, (Substance, domaines agricoles),
- Euporie ou Euporia (Abondance),
- Orthosie ou Orthosia (Prospérité)

### Antiquité tardive

#### Les Quatre Saisons
Nonnos dans ses Dionysiaques composée entre 450 et 470, mentionne un ensemble distinct de quatre Heures, les filles d'Hélios. Quintus de Smyrne présente également les Heures comme les filles d'Hélios et de Séléné, et les décrit comme les quatre suivantes d'Héra. Les mots grecs pour les quatre saisons de l'année:
- Eiar (printemps),
- Theros (été),
- Phthinoporon (Automne),
- Cheimon (hiver).

#### Les douze Heures

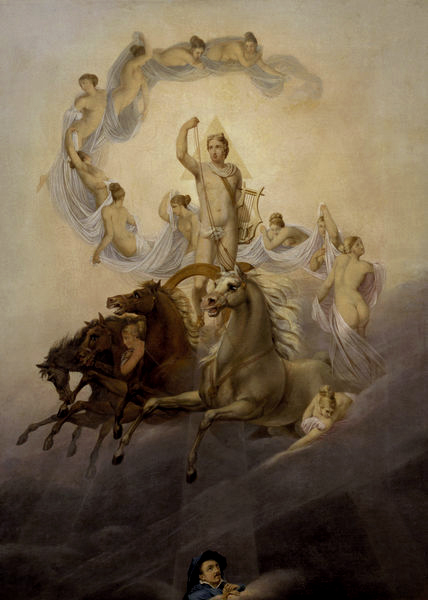
Apollon et les Heures par Georg Friedrich Kersting (1822).

Les douze Heures du jour ou de la nuit, filles de Chronos (le Temps) (d'après Nonnos de Panopolis) ou d'Hélios et de Séléné (Quintus de Smyrne), n'étaient que dix à l'origine :
1. Augé, la première Lueur du jour
2. Anatolé ou Antolie, l'Aurore ou le Lever du Soleil
3. Musica ou Mousika, la Musique ou l'Heure de la musique et de l'étude
4. Gymnasia ou Gymnastika, la Gymnastique ou l'Heure du gymnase
5. Nymphé ou Nymphe, le Bain ou l'Heure des ablutions et du bain
6. Mésembria, le Midi
7. Spondé ou Sponde, les Libations versées après le repas
8. Élété ou Élète, la Sieste ou l'Heure de la prière
9. Acté (ou Cypris selon les versions), l'Après-Midi ou l'Heure du repas et du plaisir
10. Hespéris, le Soir
11. Dysis, le Crépuscule ou le Coucher du Soleil
12. Arctos, la dernière Lueur du jour

Certains auteurs ne parlent pas d'Arctos mais de Chora, la Danse.

## Sources
- Pseudo-Apollodore, Bibliothèque [détail des éditions] [lire en ligne] (I, 3, 1).
- Hésiode, Théogonie [détail des éditions] [lire en ligne] (v. 901).
- Homère, Iliade [détail des éditions] [lire en ligne] (V, 749 ; VIII, 393).
- Hygin, Fables [détail des éditions] [(la) lire en ligne] (v. 183).
- Nonnos de Panopolis, Dionysiaques [détail des éditions] [lire en ligne] (XII, 15 ; XXXVIII, 130 & 287 ; XLI, 263).
- Ovide, Métamorphoses [détail des éditions] [lire en ligne] (II, 118).
- Pausanias, Description de la Grèce [détail des éditions] [lire en ligne] (II, 20, 5 ; IX, 35, 2).
- Quintus de Smyrne, Suite d'Homère [détail des éditions] [lire en ligne] (I, 48 ; II, 490 ; II, 549 ; II, 658).
- Stace, Thébaïde [détail des éditions] [lire en ligne] (III, 406).
- Valerius Flaccus, Argonautiques [détail des éditions] [lire en ligne] (IV, 90).